# Ana Cecilia Treviño
Ana Cecilia Treviño (1931 - 2 de junio de 2002), conocida como "Bambi", fue una periodista mexicana ganadora del Premio Nacional de Periodismo en 1980. Es considerada pionera en el periodismo hecho por mujeres.

## Biografía
En 1949, se graduó como licenciada en Periodismo por la Universidad Femenina de México en 1949. En 1947, comenzó a ejercer como periodista en el diario Excélsior. En 1951 recibió el Premio de Periodismo de París por su libro París a los 2000 años. También recibió el premio Andreu Xandri a la mejor obra de un periodista sobre literatura catalana, por El ojo del Polifremo: visión de la obra de Agustí Bartra (1957). En 1980 ganó el Premio Nacional de Periodismo en México en el género de entrevista. Meses antes de su fallecimiento, en marzo de 2002, recibió un reconocimiento por sus cincuenta y cinco años en el periódico Excélsior.
En 1973 comenzó a dirigir la "Sección B" del apartado de Sociales, mientras Julio Scherer era director general del periódico Excélsior. De las entrevistas que realizó destacan las que hizo a Federico Fellini, Luis Buñuel, Max Aub, Rufino Tamayo y Frida Kahlo. Estuvo casada con el pintor Alberto Gironella. 
Falleció el 2 de junio de 2002 de una embolia y luego un infarto.

## Obra
- París a los 2000 años (1951), compendio de crónicas y reportajes
- El ojo del Polifemo: visión de la obra de Agustí Bartra  (1957)[7]

- Basura de Oro. Asesinato de Rafael Gutierrez Moreno, líder de pepenadores (1993)